# Курт фон Типелскирх
Курт Оскар Хайнрих Лудвиг Вилхелм фон Типелскирх (на немски: Kurt Oskar Heinrich Ludwig Wilhelm von Tippelskirch) e немски военачалник от Втората световна война и военен историк, генерал от пехотата (от 1942 г.).

## Биография

#### Ранен живот и Първа световна война (1914 – 1918)
Курт фон Типелскирх е роден на 9 октомври 1891 г. в Шарлотенбург, Германска империя. Произхожда от семейство на офицер. През 1910 г. постъпва в армията като офицерски кадет от пехотата. Участва в Първата световна война и след нея се присъединява към Райхсвера.

##### Междувоенен период
От ноември 1938 г. е началник на разузнавателния отдел на сухопътните войски на Третия Райх. Такъв е и в началото на Втората световна война.

#### Втора световна война (1939 – 1945)
През януари 1942 г. поема командването на дивизия на съветско-германския фронт и воюва при Демянск. От август 1942 до април 1943 г. е германски военен представител в щаба на 8-а италианска армия, която взема участие в Сталинградската битка. Впоследствие командва корпус, а по време на операция „Багратион“ (юни – юли 1944 г.) – 4-та армия. В последните месеци на 1944 и в началото на 1945 г. изпълнява длъжност на заместник-командир и командир на армия в Лотарингия, Италия и Мекленбург. В началото на май 1945 г. заедно с група армии „Висла“ се предава в плен на западните съюзници.

##### Следвоенни години
След войната написва изследването „История на Втората световна война“ (на немски: Geschichte des Zweiten Weltkriegs). Умира на 10 май 1957 г. в Люнебург, Западна Германия.

## Военна декорация
| - Германски орден „Железен кръст“ (1914) – II (18 ноември 1914) и I степен (20 декември 1919) - Германска „Значка за раняване“ (1918) – черна (?) - Германски орден „Кръст на честта“ (?) - Медал Аншлус (?) - Медал Судетия (?) - Германски орден Железен кръст (1939, повторно) – II (30 септември 1939) и I степен (31 май 1940) | - Германски медал „За зимна кампания на изтока 1941/42 г.“ (?) - Рицарски кръст с дъбови листа - Носител на Рицарски кръст (23 ноември 1941) - Носител на Дъбови листа № 539 (30 юли 1944) - Упоменат в ежедневния доклад на „Вермахтберихт“ (3 април 1944) |